# Idyanthopsis psammophila
Idyanthopsis psammophila är en kräftdjursart som beskrevs av Bocquet och Bozic 1955. Idyanthopsis psammophila ingår i släktet Idyanthopsis och familjen Tisbidae. Inga underarter finns listade i Catalogue of Life.